# Роза Австрійська
Роза Австрійська (нім. Rosa von Österreich), також Роза Габсбург-Лотаринзька (нім. Rosa von Habsburg-Lothringen) та Роза Австро-Тосканська, після шлюбу — Роза Вюртемберзька (нім. Rosa von Württemberg; 22 вересня 1906 — 17 вересня 1983) — ерцгерцогиня Австрійська з династії Габсбургів, донька ерцгерцога Петера Фердинанда Австрійського та принцеси Марії Крістіни Бурбон-Сицилійської, друга дружина титулярного короля Вюртембергу Філіпа Альбрехта.

## Біографія
Роза народилася 22 вересня 1906 року в районі Парш міста Зальцбург, розташованому у підніжжя гори Гайсберг. Вона була четвертою дитиною та другою донькою в родині ерцгерцога Петера Фердинанда Австрійського та його дружини Марії Крістіни Бурбон-Сицилійської. Мала старших братів Готтфріда та Георга й сестру Єлену. Батько був середнім сином останнього великого герцога Тоскани Фердинанда IV. Роза з'явилась на світ ще за життя діда.

Сімейство до 1907 року мешкало у Лінці, після чого переїхало до Відню. Петер Фердинанд під час Першої світової війни брав участь у військових діях на Галичині та італійському фронті. Після її закінчення та розпаду імперії родина оселилася у Люцерні в Швейцарії.

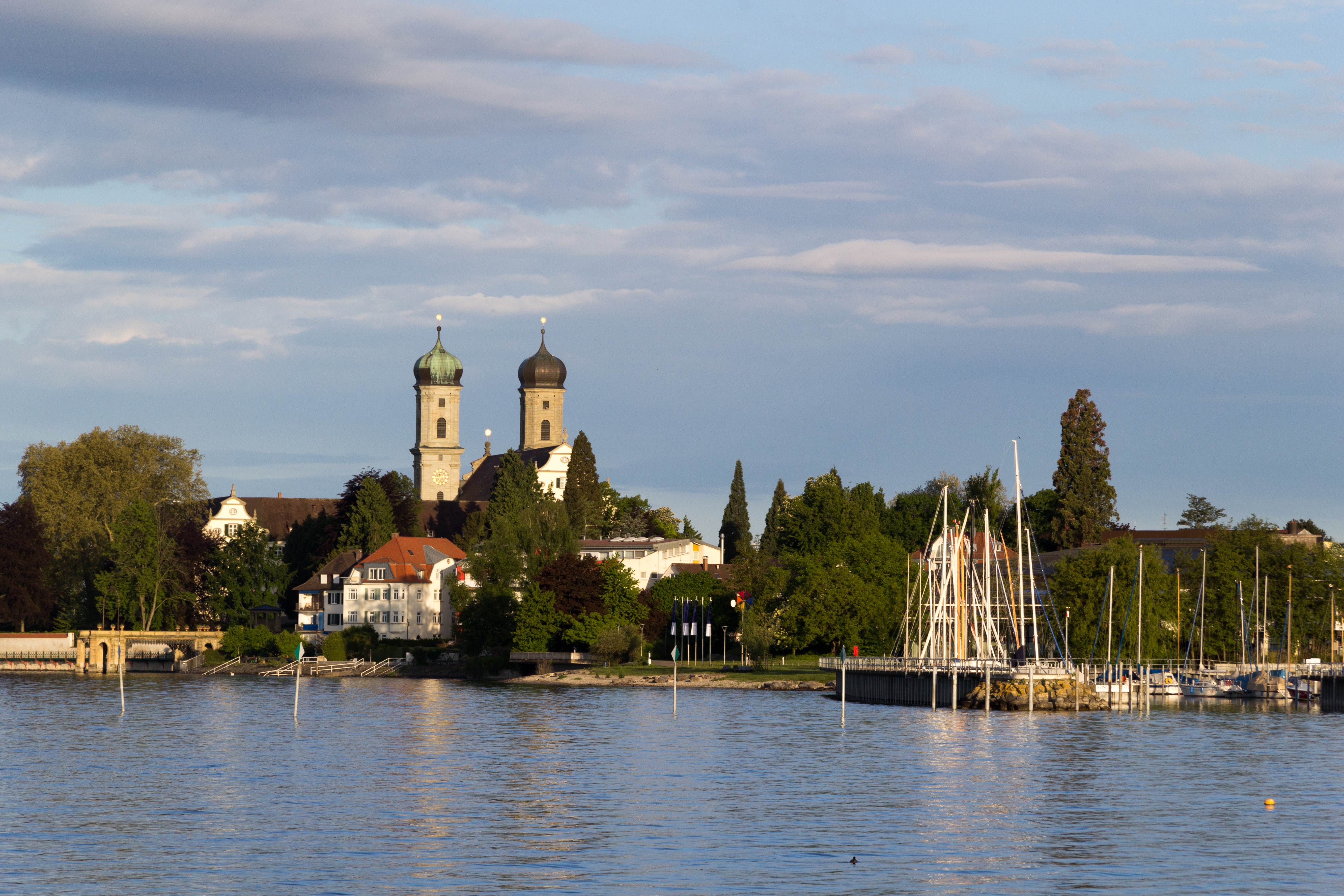
Замок Фрідріхсгафен

Старша сестра Рози восени 1923 року взяла шлюб із спадкоємним принцом Вюртембергу Філіпом Альбрехтом, але вже за рік померла від післяпологових ускладнень. Удівець важко переживав втрату дружини, проте завершивши навчання в Тюбінгенському університеті і отримавши докторський ступінь, він попросив у ерцгерцога Петера Фердинанда руки молодшої доньки.
У віці 21 року Роза взяла шлюб із 34-річним принцом Філіпом Альбрехтом Вюртемберзьким. Наречений був сином титулярного короля Вюртембергу Альбрехта і від першого шлюбу мав доньку. Весілля відбулося 1 серпня 1928 у Фрідріхсгафені у Веймарській республіці. Батько чоловіка мешкав в замку Альтсгаузена. У віданні родини також був замок Фрідріхсгафен. Втім, до 1934 року вони мешкали в Штутгарті. Після відмови підняти над своїм будинком нацистську свастику родина була змушена переїхати до Альтсгаузена.
У шлюбі Роза Австрійська народила шестеро дітей.
У 1939 році Філіп Альбрехт став титулярним королем Вюртембергу та головою Вюртемберзького дому. Також займався бізнесом, у тому числі будівництвом, лісовим господарством та виноробством. Помер навесні 1975 року.
Роза пережила чоловіка на 8 років і пішла з життя 17 вересня 1983 у Фрідріхсгафені. Похована поруч із ним у крипті кірхи Альтсгаузенського замку.

## Родина
Чоловік —Альбрехт, король Вюртембергу
Діти:
- Єлена (1929—2021) — була одружена з маркізом Фредеріко Паллавічіні, мала четверо дітей;
- Людвіг (1930—2019) — відмовився від прав на трон Вюртемберзького королівства у січні 1960 року, був двічі морганатично одруженим, мав чотирьох дітей від обох шлюбів;
- Єлизавета (1933—2022) — дружина принца Антуана Бурбон-Сицилійського, мала четверо дітей;
- Марія Тереза (нар. 1934) — герцогиня де Монпасьє, розлучена з принцом Анрі Орлеанським, графом Паризьким, має від нього п'ятеро дітей;
- Карл (1936—2022) — титулярний король Вюртембергу у 1975—2022 роках, був одружений із французькою принцесою Діаною Орлеанською, мав шестеро дітей;
- Марія Антонія (1937—2004) — одружена не була, дітей не мала.

## Титули
- 22 вересня 1906—1 серпня 1928 — Її Імператорська та Королівська Високість Ерцгерцогиня Роза Австрійська, принцеса Угорщини, Богемії та Тоскани;
- 1 серпня 1928—31 жовтня 1939 — Її Імператорська та Королівська Високість Принцеса Роза, Спадкоємна Герцогиня Вюртембергу, Ерцгерцогиня Австрійська, принцеса Угорщини, Богемії та Тоскани;
- 31 жовтня 1939—17 квітня 1975 — Її Імператорська та Королівська Високість Принцеса Роза, Герцогиня Вюртембергу, Ерцгерцогиня Австрійська, принцеса Угорщини, Богемії та Тоскани;
- 17 квітня 1975—17 вересня 1983 — Її Імператорська та Королівська Високість Принцеса Роза, Герцогиня-Вдова Вюртембергу, Ерцгерцогиня Австрійська, принцеса Угорщини, Богемії та Тоскани.